# بوهة رقطاء
البوهة الرقطاء او البومة النسارية المرقطة (الاسم العلمي: Bubo africanus) هو طائر جارح ليلي من فصيلة البوم الحقيقي من جنس البومات القرناء.

## الوصف
هذا البوم الإفريقي ذو حجم متوسط، ويعتبر من أصغر البومات القرناء. 
- الارتفاع: 45 سم.
- الوزن 480 إلى 850 غ،
- امتداد مسافة أجنحته: من 100 - 140 سم.

## المظهر
هذا البوم ذو عينين صفروان، لون وجه أبيض، وأما بطنه فهو شاحبا، ولون رأسه وصدر رمادي، وأمأ أجنحته فهي أسود وأبيض. والبوهة الرقطاء شبيه بالبومة القرناء الكبير لكن بالأبيض والرمادي.

## الغذاء
تغتذي البوهة القرناء أساسا على ثدييات صغيرة كالقوارض، عصافير، حشرات وزواحف صغيرة.

## المسكن
تسكن البوهة القرناء في جنوب الصحراء الكبرى ولكن بعيدا من الغابات، هو صياد ليلي، أثناء النهار يختبئ في الأشجار، الأحجار والجحور المهجورة. إنه لا يخشى المناطق السكنية. يصطاد أحيانا في جانب الطرق أو في الطرقات المملوءة بالمركبات (السيارات)، وسبب موته هي المبيدات المستخدمة في الزراعة ضد الحشرات والقوارض.

## التكاثر
تبقى الأزواج معا للأبد. وهي قادرة على التكاثر حول سنة واحدة. وإنها تصنع عشوشها على الأرض أو على سطوح المباني. يبدأ موسم التكاثر من يوليو إلى أسابيع فبراير الأولى. تبيض الأنثى من بيضتان إلى أربعة بيوض التي تغطيها وحدها، لا تترك العش إلا إذا أحضر الذكر الطعام. يستغرق موسم تفقيس البيض 32 يوما تقريبا. تستطيع الأفراخ الطيران عند بلوغ سبعة أسابيع تقريبا. بعد خمسة أسابيع، تترك الأفراخ العش. ويستطيع العيش 10 سنوات في البرية حتى 20 سنة إذا كان مستأنس (يعيش في حديقة الحيوانات).

## الصور

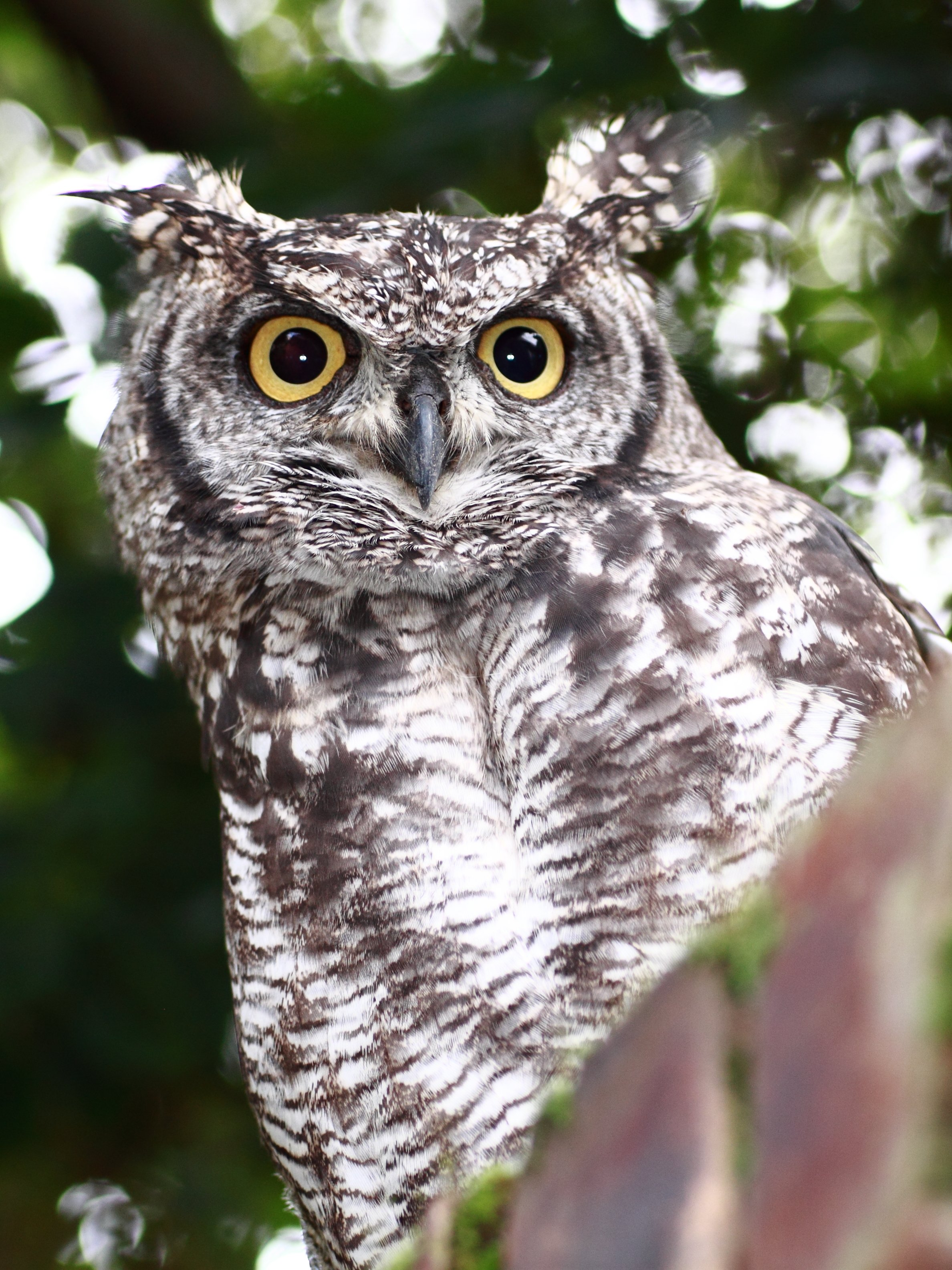
بوهة رقطاء في جوهانسبرغ،  جنوب إفريقيا.
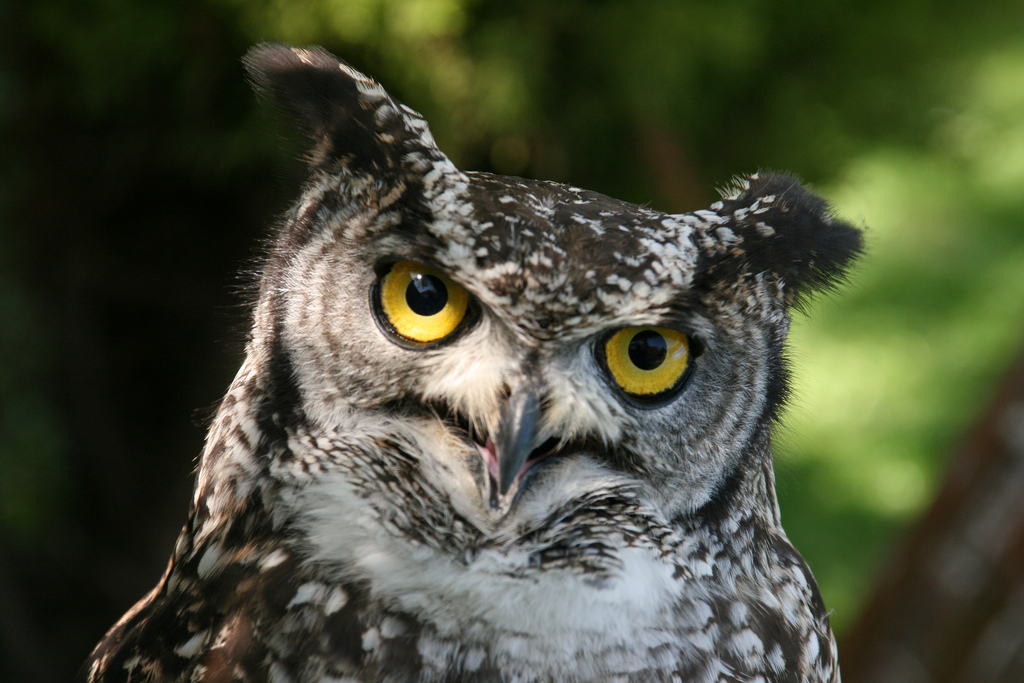
رأس البوهة القرناء.
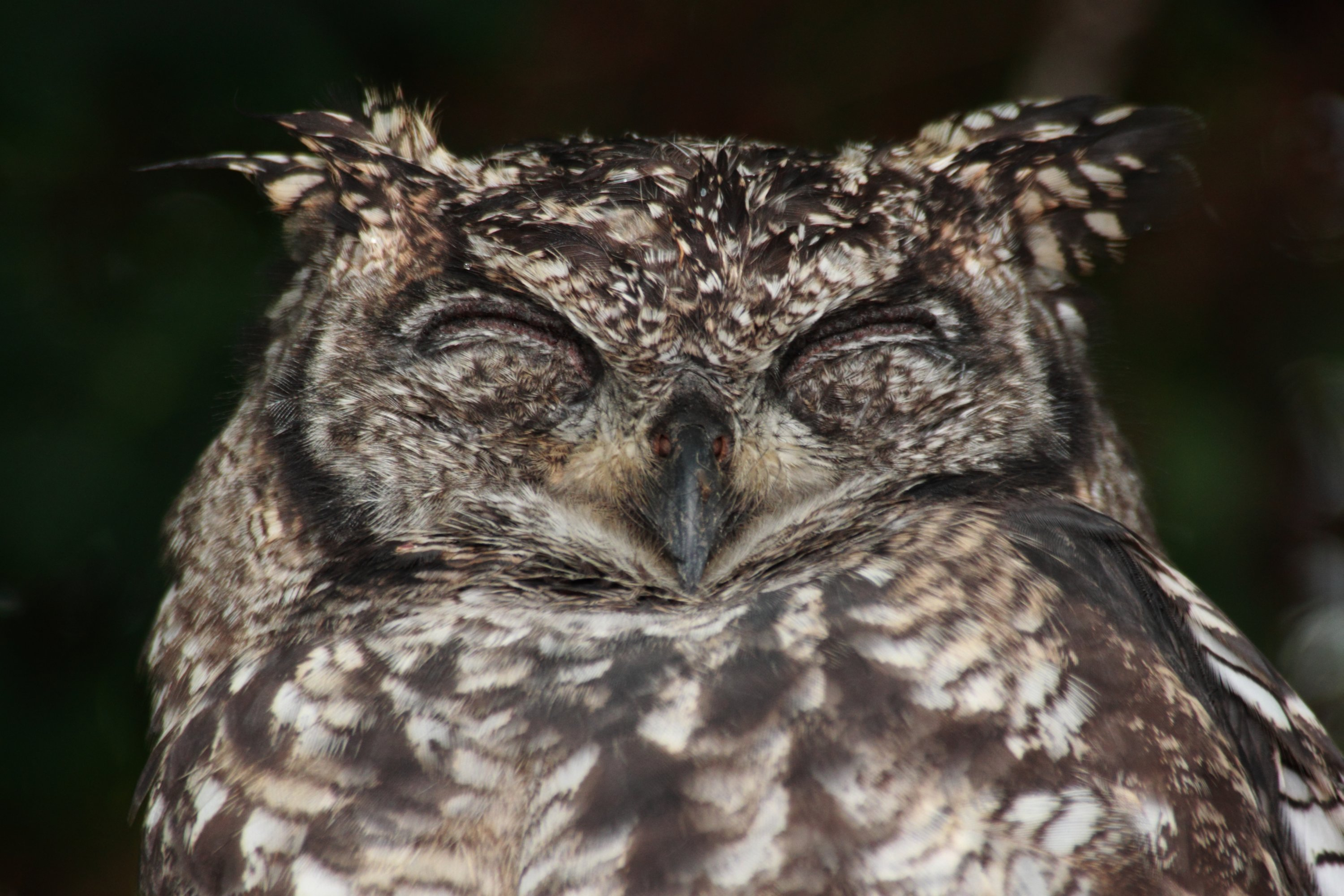
بوهة رقطاء نائمة.
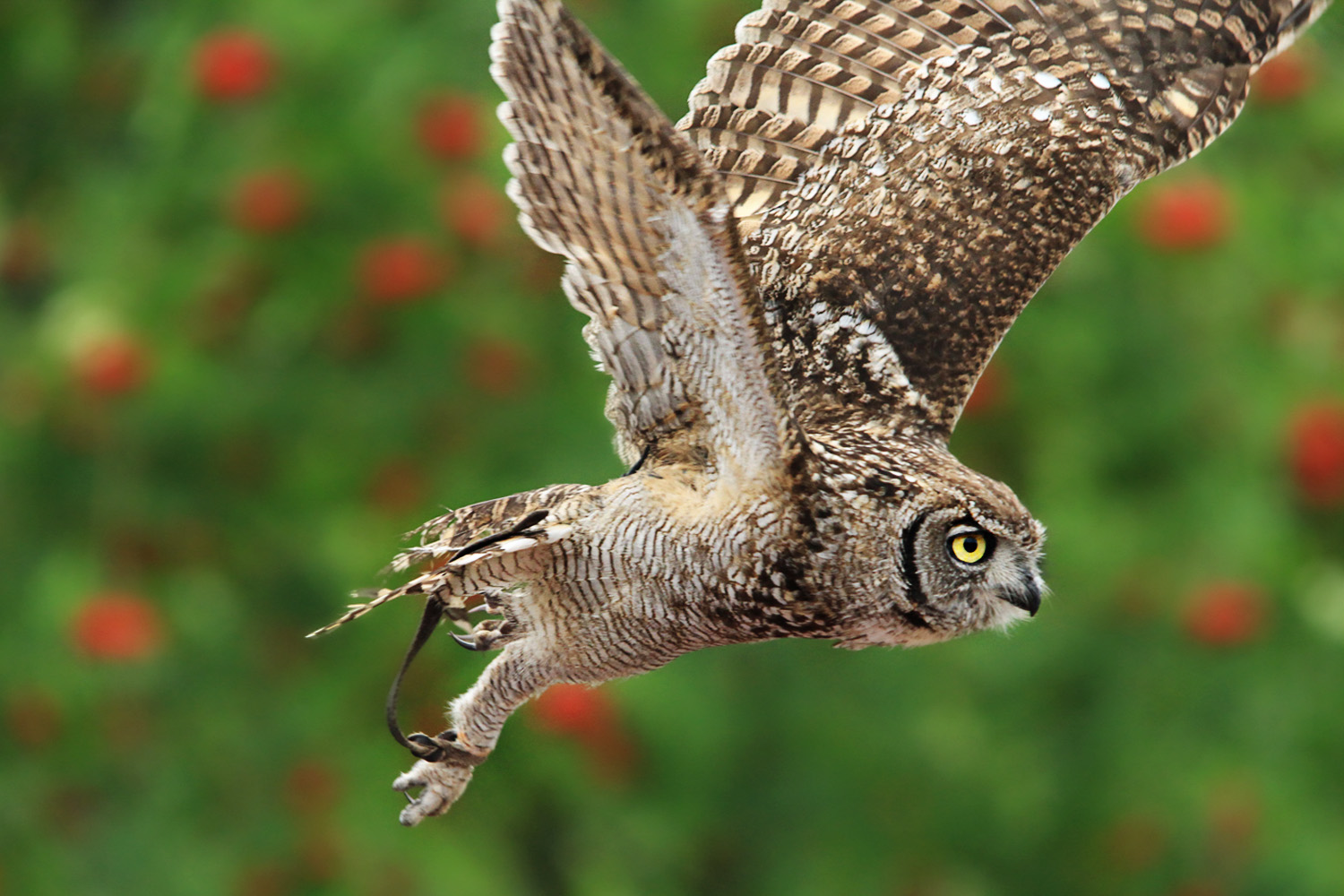
بوهة رقطاء أثناء الطيران

## وصلات خارجية
- البوهة الرقطاء (Bubo africanus)
- صور للبوهة الرقطاء
- البوهة الرقطاء